# Футбольний матч ФРН — Австрія (1982)
Футбольний матч між збірними ФРН і Австрії 1982 року — скандально відомий футбольний матч, що проходив в рамках групового етапу чемпіонату світу 1982 року в іспанському місті Хіхон. Збірні ФРН і Австрії грали останній матч третього туру групового етапу на стадіоні «Ель-Молінон» (інша зустріч третього туру групового етапу між збірними Алжиру і Чилі відбулася за день до матчу ФРН і Австрії). Матч завершився перемогою збірної ФРН з рахунком 1:0 (єдиний гол забив вже на 10-й хвилині Горст Грубеш). Обидві команди за підсумками матчу вийшли в наступний етап, залишивши за бортом дебютантів чемпіонатів світу збірну Алжиру, яка сенсаційно обіграла збірну ФРН з рахунком 2:1.
Матч став скандально відомим в історії чемпіонатів світу з футболу: більшу частину ігрового часу, що пройшов після голу німців, обидві команди відверто вбивали час. Вони навіть не намагалися атакувати ворота супротивника, бо рахунок 1:0 влаштовував і західних німців, і австрійців. Такий факт викликав величезне обурення футбольних фанатів як на стадіоні, так і у всьому світі.
Ця зустріч стала одним з найбільш неприємних моментів в історії чемпіонату світу 1982 року. У Німеччині та Австрії вона називається презирливо «Хіхонський пакт про ненапад» (нім. Nichtangriffspakt von Gijón) — за аналогією з пактами про ненапад, що укладала Німеччина з різними країнами перед Другою світовою війною — і «Хіхонська ганьба» (нім. Schande von Gijón) — за аналогією з «Кордовською ганьбою», що відбулася за чотири роки до цього матчу. В Алжирі та Іспанії цю зустріч називають не інакше як «Аншлюсом». На довгий час обидві збірні втратили авторитет в очах європейських і світових футболістів, тренерів і вболівальників.

## Передісторія
Перед початком останнього матчу таблиця в групі 2 мала наступний вигляд:
- Збірна Австрії виграла дві зустрічі проти Чилі (1:0) і Алжиру (2:0) і очолювала групу, випереджаючи збірну Алжиру за рахунок кращої різниці забитих і пропущених м'ячів.
- На другому місці йшла збірна Алжиру, яка вже провела всі три матчі групового етапу, обігравши ФРН (2:1), Чилі (3:2) і програвши Австрії (0:2).
- Збірна ФРН, яка програла Алжиру з рахунком 1:2, обіграла у другому матчі з великим рахунком 4:1 збірну Чилі і теоретично могла вийти в плей-оф.
- Збірна Чилі замикала групу, програвши всі три матчі і вже втративши всі шанси на вихід з групи.

На цьому турнірі розподіл очок проводився наступним чином: 2 очки за перемогу, очко за нічию і нуль очок за поразку. Збірній ФРН потрібно було виграти з будь-яким рахунком в Австрії, щоб пройти в наступний раунд; більш того, західні німці були особливо мотивовані — чотири роки тому на чемпіонаті світу в Аргентині у місті Кордова збірна ФРН несподівано програла Австрії з рахунком 3:2 і вилетіла з чемпіонату світу, і тепер німецька збірна мала намір помститися за «Кордовську ганьбу». Австрію влаштовувала поразка з різницею в 1 або 2 м'ячі, а в разі нічиєї або перемоги над німцями Австрія та Алжир виходили до наступного раунду (наприклад, у разі нічиєї в Австрії було б 5 очок, в Алжиру — 4, у ФРН — 3).

## Хід матчу
| ФРН | ФРН | Австрія | Австрія |
| ФРН | 25 червня 1982 року, Хіхон Рахунок: 1:0 (1:0) Суддя: Роберт Валентайн Звіт про зустріч | 25 червня 1982 року, Хіхон Рахунок: 1:0 (1:0) Суддя: Роберт Валентайн Звіт про зустріч | Австрія |
| ФРН | 1. Гаральд Шумахер 15. Улі Штіліке 20. Манфред Кальц 4. Карл-Гайнц Ферстер 2. Ганс-Петер Брігель 11. Карл-Гайнц Румменігге (18. Лотар Маттеус, 66') 6. Вольфганг Дреммлер 3. Пауль Брайтнер 14. Фелікс Магат 9. Горст Грубеш (8. Клаус Фішер) 7. П'єр Літтбарскі Тренер: Юпп Дерваль | 1. Фрідріх Концилія 3. Еріх Обермаєр 2. Бернд Краусс 5. Бруно Пеццай 4. Йозеф Дегеоргі 6. Роланд Гаттенбергер 19. Геріберт Вебер 8. Герберт Прогазка 10. Рейнгольд Гінтермаєр 7. Вальтер Шахнер 9. Ганс Кранкль Тренер: Георг Шмідт | Австрія |
| ФРН | 10'10' Горст Грубеш | 32' 32' Рейнгольд Гінтермаєр 32' 32' Вальтер Шахнер | Австрія |

На самому початку зустрічі західні німці заволоділи ініціативою, і вже на 10-й хвилині бундестім відкрила рахунок: Горст Грубеш відправив м'яч у ворота після навісу П'єра Літтбарскі. Рахунок 1:0 на користь ФРН влаштовував обидві команди. Протягом ще 20 хвилин збірна Західної Німеччини осаджувала австрійські ворота, організувавши п'ять кутових. Проте, удари Штілеке, Ферстера та Брігеля не принесли результатів. Австрія грала від оборони і не думала про атаку. До кінця першого тайму темп гри вже вирівнявся, і обидві команди стали грати обережніше, боячись пропустити гол.
У другому таймі гра остаточно заспокоїлася: за весь тайм команди не завдали жодного удару по воротах супротивника, а гравці не вступали в серйозні єдиноборства. У той час за правилами футболу воротар міг брати м'яч в руки після пасу від свого гравця, чим і користувалися команди. У другому таймі виникали досить часто подібні ситуації, коли команда не хотіла втрачати м'яч на своїй половині поля і передавала його воротарю. Єдиним гравцем, який намагався розрядити обстановку, був австрієць Вальтер Шахнер, проте, він так і не зумів поцілити у ворота Шумахера. Гра так і закінчилася з рахунком 1:0.

## Скандальна поведінка гравців
Низький темп гри та повна відсутність спортивної активності й будь-якого суперництва були обумовлені тим, що в цій ситуації ані Західна Німеччина, ані Австрія нічим не ризикували. Подібна поведінка гравців викликала масове обурення 41 тисячі вболівальників: іспанці розмахували білими хустками та скандували «Fuera, fuera!» укр. Геть, геть!), а алжирці кидались у гравців грошима, звинувачуючи футболістів у шахрайстві й нечесній грі. Терпіння втратили й коментатори: австрійський телекоментатор Роберт Сігер попросив телеглядачів вимкнути телевізори, а німецький коментатор Ебергард Станек відкрито обурювався поведінкою гравців і вигукнув, що більше не буде коментувати «цю ганьбу». Вже після матчу німецькі та австрійські фанати почали організовувати пікети та демонстрації протесту проти подібної поведінки, а хтось з німців навіть на знак протесту спалив національний прапор.
Наступного дня газети вийшли із кричущими заголовками: іспанці публікували статті з назвами «Аншлюс», стверджуючи, що алжирців відверто обдурили й залишили в дурнях. Німці та австрійці писали про «ганьбу в Хіхоні» і «Пакт про ненапад», розповідаючи про обурених вболівальників. Карл-Гайнц Ферстер після гри приніс вибачення за подібну поведінку і сказав: «З приводу вираження гніву алжирців хочу заявити, що я їх трошки розумію: це виглядало так, ніби алжирців вигнали з чемпіонату світу. Я не міг більше грати у другому таймі — це дійсно був пакт про ненапад».
Як на післяматчевих конференціях і в післяматчевих інтерв'ю, так і через багато років гравці по-різному коментували події:
- Пауль Брайтнер, гравець збірної ФРН, у 2006 році давав інтерв'ю телеканалу ZDF під час тодішнього домашнього чемпіонату світу. З приводу скандального матчу Брайтнер заявив, що хтось з гравців на цьому намагався заробити.
- Вальтер Шахнер, нападник збірної Австрії, стверджував, що боровся на полі просто тому, що йому забули повідомити про домовленість гравців. За його словами, у перерві деякі футболісти домовилися не вступати в єдиноборство один з одним і не атакувати ворота супротивника, щоб зберегти зручний рахунок.
- Фрідріх Концилія, воротар збірної Австрії, згадував, як деякі вболівальники і коментатори кричали в мікрофони, щоб гравці не сміли «спати на полі», а продовжували боротися. Втім, ніхто з гравців і слухати не хотів вболівальників, оскільки рахунок на табло влаштовував абсолютно всіх[6].
- Ганс Кранкль, нападник збірної Австрії, відмовився що-небудь коментувати і коротко відповів: «Я не знаю, що ви хотіли, а ми особисто пройшли кваліфікацію»[7].

Представник австрійської делегації Ганс Чак прокоментував обурення алжирців наступним чином: «Звичайно, все це було тактично вигідно обом командам і заздалегідь ними передбачено. Але якщо ви думаєте, що через це 10 тисяч синів пустелі повинні влаштувати скандал на стадіоні, то ви помиляєтеся — вони просто багато чого ще не навчилися. Коли пройде хоча б 300 років, коли дух миролюбності буде витати в повітрі, то досить буде й однієї сльозинки, щоб вислухати потерпілого».

## Наслідки
| Поз | Команда | І | В | Н | П | ГЗ | ГП | РГ | О | Кваліфікація        |
| --- | ------- | - | - | - | - | -- | -- | -- | - | ------------------- |
| 1   | ФРН     | 3 | 2 | 0 | 1 | 6  | 3  | +3 | 4 | Вихід у Другий етап |
| 2   | Австрія | 3 | 2 | 0 | 1 | 3  | 1  | +2 | 4 | Вихід у Другий етап |
| 3   | Алжир   | 3 | 2 | 0 | 1 | 5  | 5  | 0  | 4 |                     |
| 4   | Чилі    | 3 | 0 | 0 | 3 | 3  | 8  | −5 | 0 |                     |

Якби збірна ФРН виграла з різницею щонайменше в три м'ячі, або сталася нічия, або б австрійці здобули перемогу, то Алжир пройшов би далі, а залежно від результату чемпіонат покинули б австрійці (у разі перемоги ФРН з різницею мінімум у три м'ячі) або західні німці (у разі перемоги Австрії або нічиєї). Проте, склалося так, що «лиси пустелі» залишилися за бортом чемпіонату, а австрійці обійшли їх за різницею забитих і пропущених м'ячів. Алжирці були розлютовані подібним вчинком обох збірних і подали скаргу до ФІФА з вимогою анулювати результат зустрічі, але Алжиру було відмовлено в цьому, і результат так і залишився чинним.
Згодом обидві збірні в наступних матчах за подібний вчинок змушені були дорого заплатити: Австрія вилетіла на другому груповому етапі, поступившись місцем у півфіналі збірній Франції, а ФРН у фіналі зазнала нищівної поразки від Італії з рахунком 1:3, яка стала триразовим чемпіоном світу. Через деякий час ФІФА ввела нове правило: матчі завершального туру на груповому етапі повинні починатися одночасно, щоб уникнути повторення подібних скандальних ситуацій.
Втім, подібна ситуація повторилася на чемпіонаті Європи у 2004 році: збірні Данії та Швеції в завершальному матчі групового турніру зіграли внічию 2:2 і разом вийшли з групи, залишивши за бортом чемпіонату збірну Італії, яка переграла Болгарію з рахунком 2:1. Збірна Італії подала протест в УЄФА і зажадала покарати обидві збірні, але отримала відмову. Ця ситуація стала можливою через те, що на чемпіонатах Європи, на відміну від світових першостей, при рівності очок враховуються результати особистих зустрічей, у тому числі й трьох команд, а не різниця м'ячів.